# کیسی رول
کیسی رول یا کیسی روهل (انگلیسی: Kacey Rohl؛ زادهٔ ۶ اوت ۱۹۹۱) یک هنرپیشه زن اهل کانادا است. وی از سال ۲۰۰۹ میلادی تاکنون مشغول فعالیت بوده‌است. 
از فیلم‌های معروف او می‌توان به بازی در مجموعه تلویزیونی ویوارد پاینز اشاره کرد. قد کیسی رول ۱۶۱ سانتی متر می باشد، البته خودش اعلام کرده که قدش ۱۶۵ سانتی متر است. نام اصلی او کیسی مری امرسون رول (Kacey Marie Emerson Rohl) است. کیسی در ساعت ۷ و ۴۹ دقیقه عصر روز ۶ اوت سال ۱۹۹۱ در ونکوور متولد شده است. منبع این اطلاعات سایت astro.com می باشد. کیسی متولد برج اسد (شیر) است. پدر کیسی مایکل رول (Michael "Mike" Rohl) یک کارگردان تلویزیونی و مادرش جَن داربیشر (Jan "JD" Derbyshire) یک کمدین و نمایشنامه نویس است. کیسی از طرف مادری تبار انگلیسی و از طرف پدری تبار آلمانی دارد. سایز پای کیسی رول ۶ US است که معادل سایز ۳۶ در اروپا و ایران است.